# Bootsmannstuhl

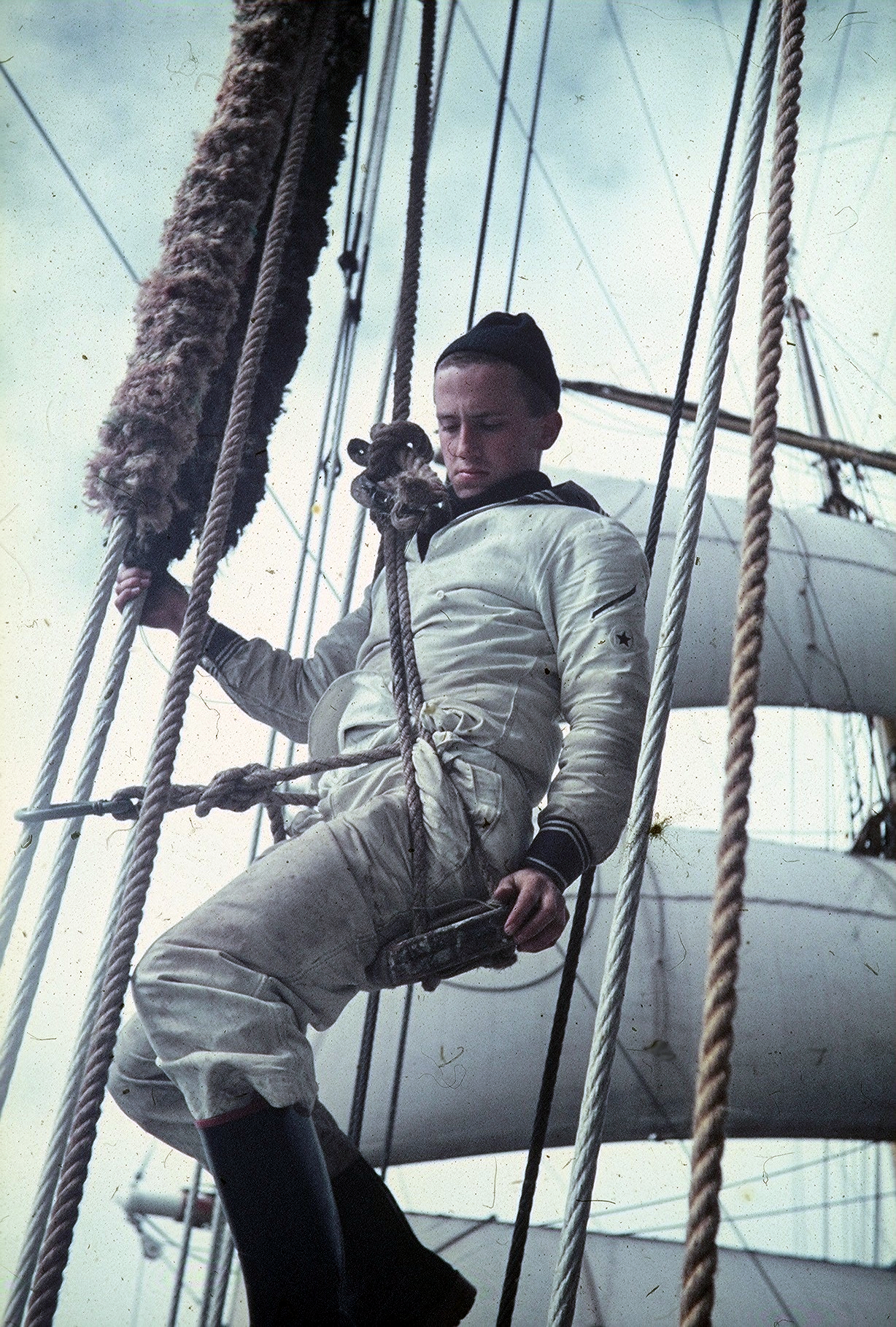
Bootsmannstuhl im Vortopp der Gorch Fock (1968)

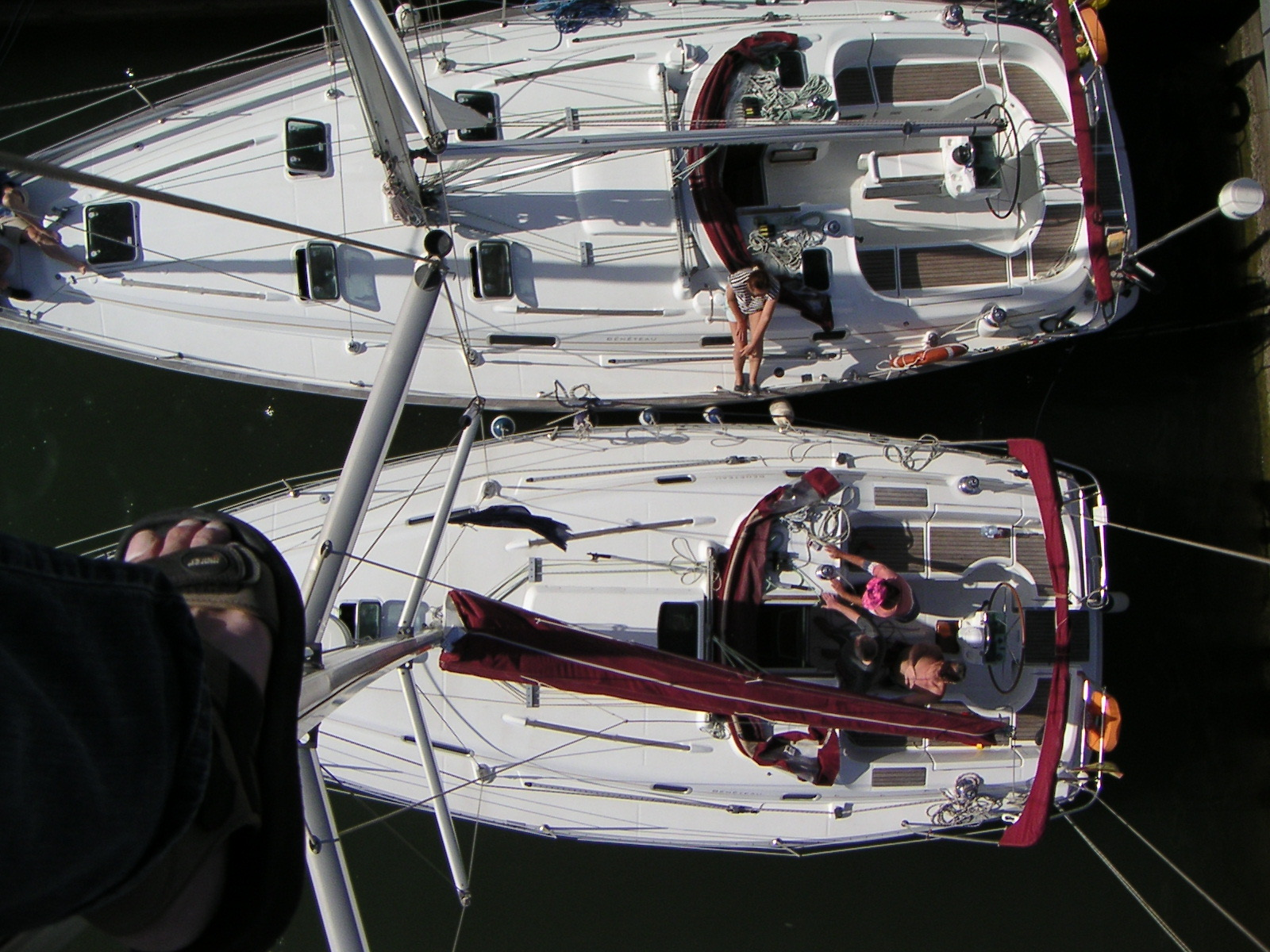
Blick vom Bootsmannstuhl Richtung Schiffsdeck aus etwa 15 m Höhe, der vollen Masthöhe der 12 m langen Segelyacht. Das Foto entstand, während eine über die Mastspitze laufende, gerissene Leine gewechselt wurde.

Ein Bootsmannstuhl, teilweise auch Seemannsstuhl, ist ein Brett, auf dem Seeleute an der Bordwand oder in der Takelage arbeiten können.

## Zweck
Um in der Takelage oder am Schiffsmast Reparaturen oder Wartungsarbeiten durchführen zu können, muss ein Mann der Schiffsbesatzung hochgezogen werden. Auf Yachten werden dabei kaum noch Bretter, sondern spezielle Hosen (im Notfall Segeltuch) mit Gurten verwendet. Die Sitze haben Laschen und Taschen für Werkzeug und Ersatzteile.
Der „Stuhl“ wird mit einem Fall oder Jolltau in den Mast gezogen. Nach unten sollte er mit einem Halteseil gegen zu starkes Schwingen gesichert sein. Das Fall wird mittels eines doppelten Achterknotens am Stuhl festgeknotet und mit dem Schäkel gesichert. Das ist sicherer, als nur einen Schnappschäkel einzuhängen. Der Stuhl sollte über die Taille hinausgehen, um den Schwerpunkt tief zu halten und ein Herausfallen zu verhindern.
Einen Mann in den Schiffsmast hochzuziehen, gehört in der Sport- und Berufsschifffahrt zu den verantwortungsvollsten Arbeiten. Auch beim Einsatz von Winschen sollten mindestens zwei Personen diese bedienen, um ein Durchrutschen des Seiles sicher zu verhindern. Für das Pönen und Rostklopfen der Bordwand können mehrere Männer auf einer Stellage (einem längeren Brett mit zwei Abstandshaltern) sitzen.

## Weitere Anwendungen
Auch in der gewerblichen Anwendung werden Bootsmannstühle verwendet. Nach der BG-Bau werden diese als PAM-Bootsmannstuhl bezeichnet, wobei PAM für Personenaufnahmemittel steht.
Die Verwendung solcher hochziehbarer PAM ist nach der DGUV Regel 101-005 bei der Berufsgenossenschaft anzeigepflichtig.

## Bilder

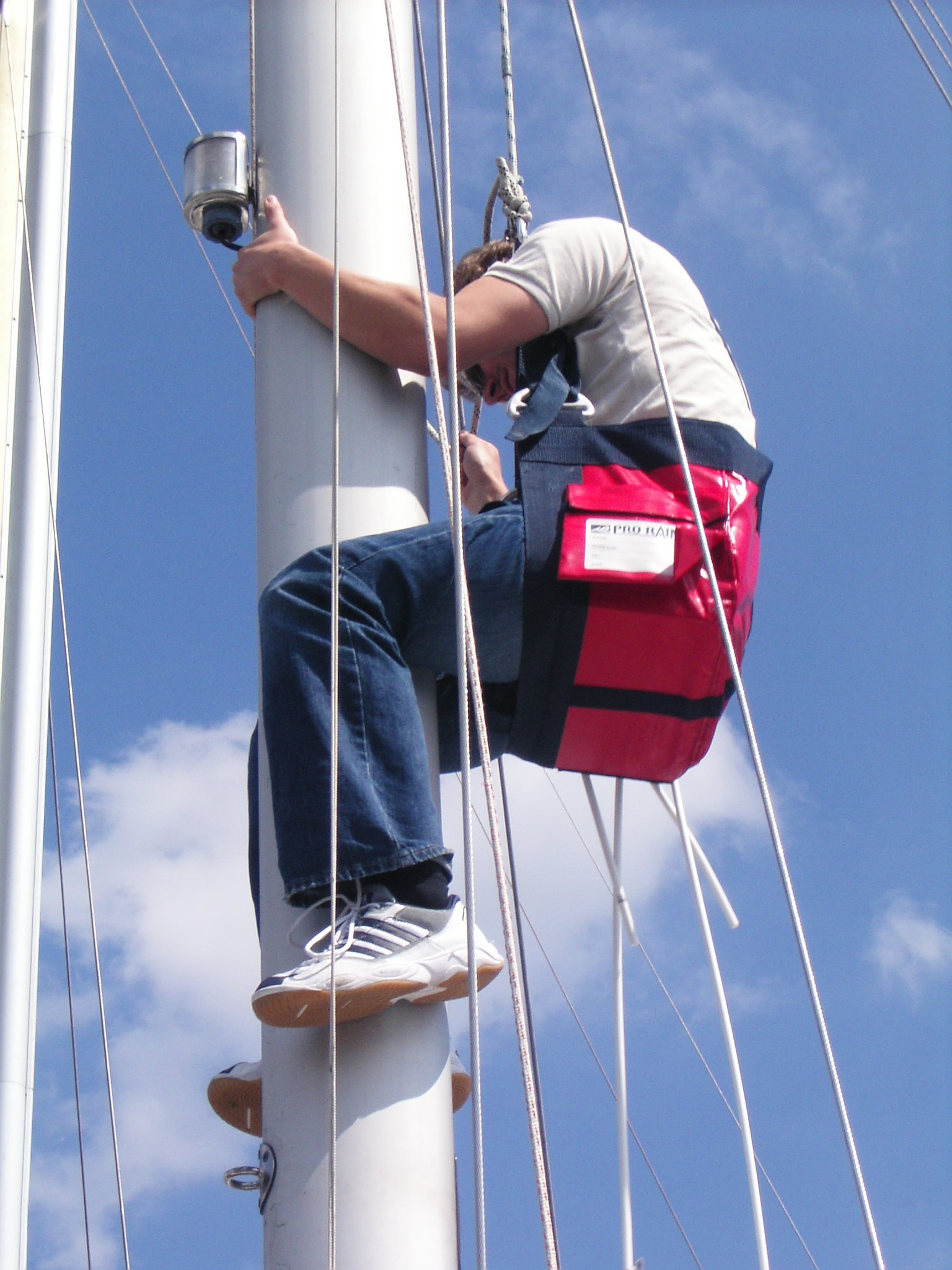
Moderner Bootsmannstuhl am Mast einer Yacht
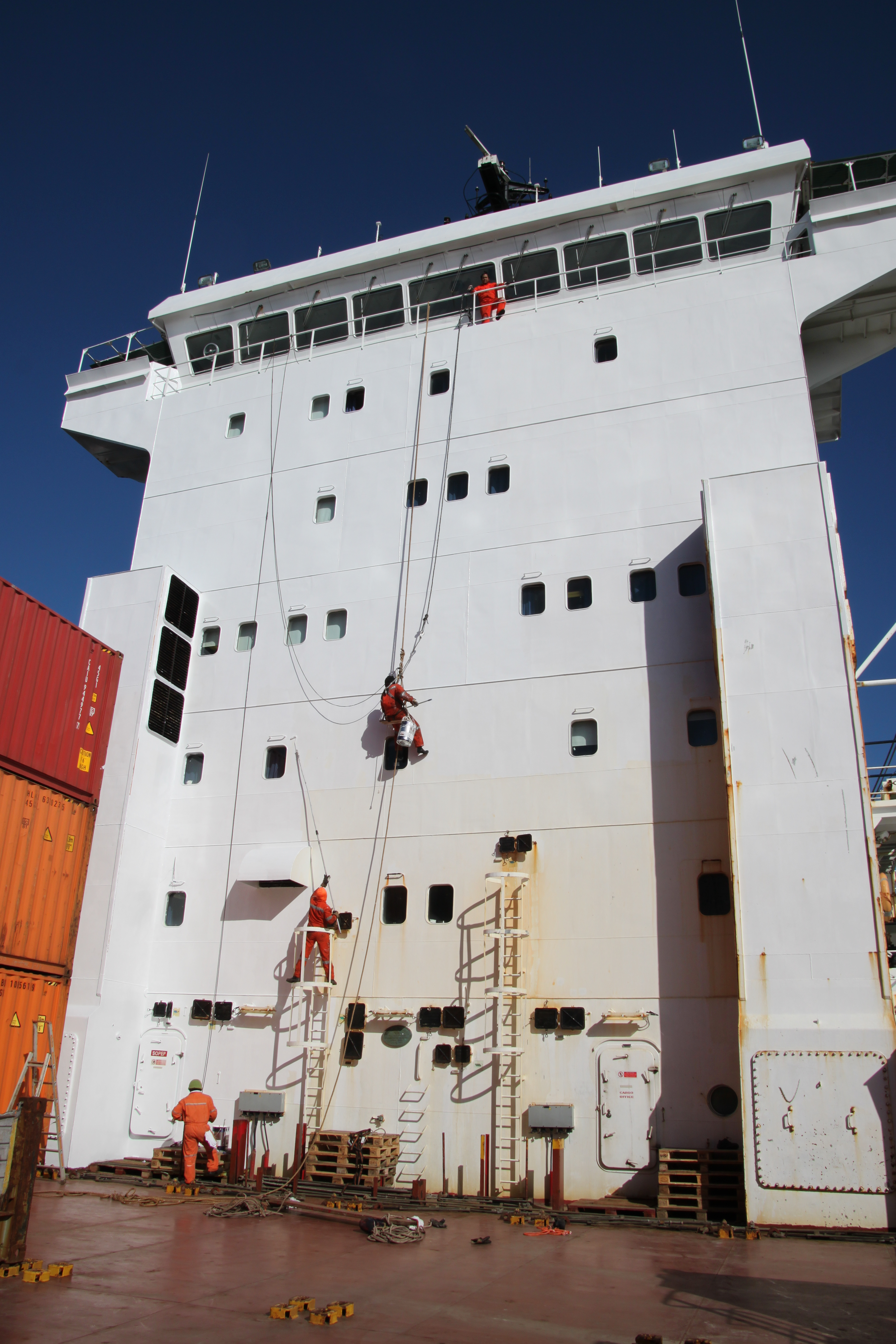
Einfacher Bootsmannstuhl bei Malerarbeiten an den Aufbauten eines Feederschiffs
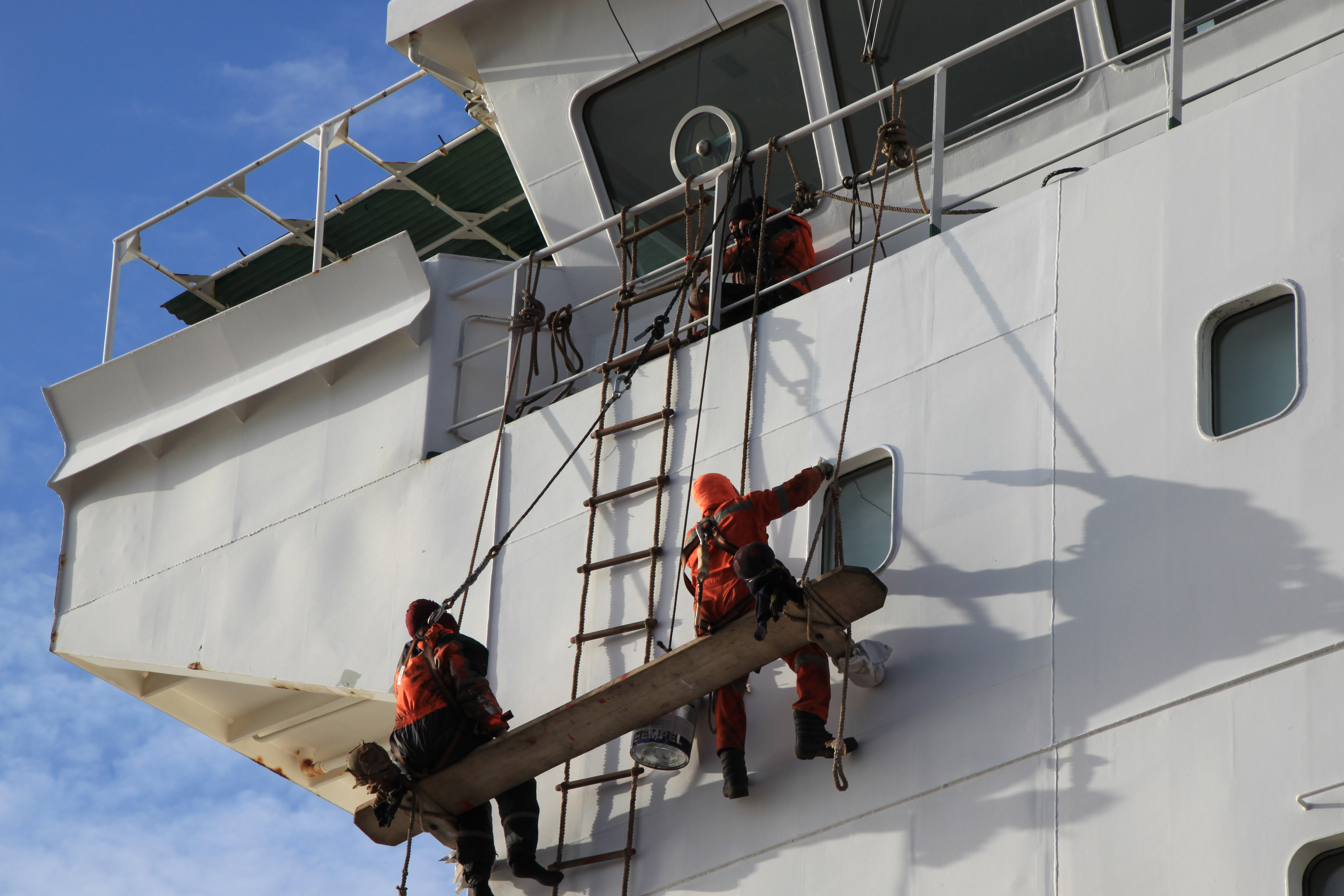
Stellage bei Malerarbeiten an den Aufbauten eines Feederschiffs